# Rainbow Circle
Le Rainbow Circle est un club de réflexion britannique qui fut un des principaux lieux de gestation de la pensée Sociale libérale. Le nom du cercle vient du lieu où ils se réunirent initialement en 1893 : The Rainbow Tavern sur Fleet Street. À partir de 1896, les réunions ont eu lieu dans la demeure d'un membre sur  Bloomsbury Square. Le Club a été actif jusqu'en 1931 mais les archives déposées à la British Library of Political and Economic Science qui dépend de la London School of Economics possède des documents allant jusqu'en 1966.

## But
Son but était : « fournir une vue rationnelle et compréhensible de progrès économique et social, ouvrant la voie à un corps consistant de doctrine politique et économique qui pourrait in fine, être formalisé dans un programme d'action et qui pourrait servir de point de ralliement aux réformateurs sociaux ».
« Il se propose de traiter : (1) des raisons pour lesquelles le vieux Radicalisme Philosophique et l'école d'économie de Manchester ne peuvent plus servir de base à l'action dans la sphère politique ; (2) la transition entre cette école de pensée et les dénommés "Nouveaux Radicaux" ou collectivistes politiques d'aujourd'hui ; (3) des bases éthiques, économiques et politiques à la fois à de politiques nouvelles et à de  nouvelles applications pratiques requises par les problèmes que nous avons actuellement face à nous » .

## Membres
Membres réguliers
John Atkinson Hobson, W.Clarke, J.A.M Macdonald, Ramsay MacDonald, G.F Millin, Herbert Samuel, R.Rea, C.P. Trevelyan, P.Alden, G.P  Gooch, Roberston, Graham Wallas, Herbert Burrows
Membres  occasionnels
Richard Burdon Haldane, Hamond, E.R Pease